# 范大澈
范大澈（1524年—1610年），字子宣，号讷庵，别号南海钓者、句章灌园叟，浙江鄞縣莫家漕（今寧波市）人，祖籍京西路鄧城（今湖北襄陽），明朝藏书家、收藏家。

## 生平
二十六岁，跟随叔范钦至北京。因为诗作得好，使大臣袁炜大为惊讶。后来留在北京作了私塾老师。
三十多岁，补为国子监学生，学了三年。三十七岁，仕官鸿胪寺序班。曾“七奉玺书”，出使琉球、辽东、朝鲜等地区。“进秩二品”。
六十七岁时，辞官回乡，筑有西园于莫家卷，设有“卧云山房”、“宝墨斋”，专事藏书。其间亦沉溺于字画。“历二十年”，以八十七岁高龄逝世。
子范汝桐（惟同），篆刻家、藏书家、考据学家。

## 嗜书藏书
范大澈一生酷爱藏书，每次遇到自己喜爱的孤本写本，“必苦求借之”。在北京时，曾雇佣二三十人替他抄书。
郑梁《讷庵范公传》：“大澈游京师时，月俸所入，辄以聚书。闻人有抄本，多方借之。长安旅中，尝雇善书者誊写，至多二三十人。”
范大澈还经常将自己的藏书与范钦攀比。早年范大澈想去范钦之天一阁抄书借书，由于天一阁门规章法甚严，虽为叔侄亲戚，均遭拒绝。范大澈甚为不快，决心自己起家藏书，重金搜罗海内孤本秘本。每次范大澈搜得异书，必备酒菜，宴请范钦，并特意显示所得新藏。
范大澈的藏书在清朝初年还有残留，到了乾隆年间，已经消散殆尽。

### 藏书印
- 范氏子宣
- 沧瀛外史
- 范大澈印
- 范大澈图书印

## 收藏
范大澈亦爱收藏文玩书画，热衷收藏唐宋以来历代各家法书名画，其收集之广，足迹遍及国内国外。其亦收藏海外作品，得有“怪雅异集”的评论。其收藏的秦汉以来的印章多达四五千枚，为有明之冠。

## 著作
- 《灌园业谈》
- 《卧云山房遗稿》

## 评论
- 鄭梁《为陈怡庭寿范简岩七十序》：“鄞邑好古藏书之家，丰氏而后推范氏。然人知司马东明公之所藏特富，而不知鸿胪讷庵公为其犹子其所藏不止如南北阮也。……拟诸司马，正如石崇之与王恺矣。”（司马东明公即范钦，鸿胪讷庵公即范大澈）